# Selago speciosa
Selago speciosa är en flenörtsväxtart som beskrevs av Robert Allen Rolfe. Selago speciosa ingår i släktet Selago och familjen flenörtsväxter. Inga underarter finns listade i Catalogue of Life.